# Bignona
Bignona är en stad och kommun i sydvästra Senegal som är belägen i ett område som kallas Casamance, söder om Gambia. Den ligger i regionen Ziguinchor och hade cirka 34 000 invånare 2019.